# Orotettix
Orotettix is een geslacht van rechtvleugeligen uit de familie veldsprinkhanen (Acrididae). De wetenschappelijke naam van dit geslacht is voor het eerst geldig gepubliceerd in 1994 door Ronderos & Carbonell.

## Soorten
Het geslacht Orotettix omvat de volgende soorten:
- Orotettix andeanus Bruner, 1913
- Orotettix carrascoi Ronderos & Carbonell, 1994
- Orotettix ceballosi Ronderos & Carbonell, 1994
- Orotettix hortensis Ronderos & Carbonell, 1994
- Orotettix laevis Ronderos & Carbonell, 1994